# Lista de ex-empregados da ROH
A lista subsequente engloba os ex-empregados da Ring of Honor (ROH), que trabalharam para a mesma desempenhando qualquer papel, seja ele o de lutador, comentarista, árbitro ou outros. Para consultar os atuais lutadores, acesse ao plantel da ROH.

## Ex-empregados

### Lutadores masculinos
| Nome(s) no ringue                 | Nome de nascimento | Época(s)                                | Época(s) |
| --------------------------------- | ------------------ | --------------------------------------- | -------- |
| Abyss                             | Christopher Parks  | 2004, 2005–2006                         |          |
| Adam Pearce                       | Adam Pearce        | 2005–2008, 2009, 2010                   |          |
| A.J. Styles                       | Allen Jones        | 2002–2004, 2005–2006                    |          |
| Alex Shelley                      | Patrick Martin     | 2003–2006, 2007, 2008, 2010             |          |
| The Amazing Red                   | Jonathan Figueroa  | 2002–2004                               |          |
| Angel Dust / Azrieal              | Federico Palacios  | 2002–2006                               |          |
| Austin Aries                      | Dan Solwold        | 2004–2010                               |          |
| Bio-Hazard                        | Unknown            | 2002                                    |          |
| Boogaloo                          | Unknown            | 2002                                    |          |
| Brent Albright                    | Brent Albright     | 2006–2009                               |          |
| Brian XL                          | Unknown            | 2002–2003                               |          |
| Brodie Lee                        | Jon Huber          | 2008–2009                               |          |
| Bryan Danielson / American Dragon | Bryan Danielson    | 2002–2009                               |          |
| Buff E                            | Unknown            | 2002–2004                               |          |
| Chad Collyer / The Metal Master   | Chad Collyer       | 2003–2006, 2010                         |          |
| Chasyn Rance                      | Chasyn Rance       | 2007–2009                               |          |
| Chris Divine                      | Chris Divine       | 2002–2003                               |          |
| Chris Hero                        | Chris Spradlin     | 2006–2011                               |          |
| Chris Sabin                       | Joshua Harter      | 2003–2004, 2005, 2006, 2007, 2008, 2010 |          |
| Christian York                    | Jason Spence       | 2002                                    |          |
| Christopher Daniels               | Daniel Covell      | 2002–2004, 2005–2007, 2010–2011         |          |
| Claudio Castagnoli                | Claudio Castagnoli | 2005–2011                               |          |
| CM Punk                           | Phillip Brooks     | 2002–2005, 2006                         |          |
| Colt Cabana                       | Scott Colton       | 2002–2007, 2009-2011                    |          |
| CW Anderson                       | Chris Wright       | 2002–2003                               |          |
| Dan Maff / Mafia                  | Daniel Lopez       | 2002–2005                               |          |
| Daniel Puder                      | Daniel Puder       | 2007–2008                               |          |
| Danny Daniels                     | Danny Daniels      | 2004, 2007                              |          |
| Danny Drake                       | Unknown            | 2002                                    |          |
| Dave Crist                        | Dave Crist         | 2006–2008                               |          |
| Deranged                          | Unknown            | 2002–2005                               |          |
| Diablo Santiago                   | Unknown            | 2003–2005                               |          |
| Dixie                             | Brian Brower       | 2002–2005                               |          |
| D-Lo Brown                        | Accie Conner       | 2009                                    |          |
| Don Juan                          | Don Juan           | 2002–2003                               |          |
| Donovan Morgan                    | Andrew Vassos      | 2002–2003                               |          |
| Doug Williams                     | Douglas Durdle     | 2002–2007                               |          |
| Dunn                              | Kevin Dunn         | 2002–2006                               |          |
| Erick Stevens                     | Erick Stevens      | 2007-2010                               |          |
| Fast Eddie Vegas                  | Unknown            | 2002–2004, 2005                         |          |
| Go Shiozaki                       | Go Shiozaki        | 2006, 2007–2008                         |          |
| Grim Reefer                       | Unknown            | 2003, 2006                              |          |
| Guillotine LeGrande               | Unknown            | 2003                                    |          |
| HC Loc                            | Matthew Knowles    | 2002–2005                               |          |
| Hotstuff Hernandez / Hernandez    | Shawn Hernandez    | 2003, 2008                              |          |
| Human Tornado                     | Craig Williams     | 2007, 2008, 2010                        |          |
| Izzy                              | Adam Brower        | 2002–2003                               |          |
| Jack Evans                        | Jack Miller        | 2003–2007, 2008, 2009                   |          |
| Jake Crist                        | John Crist         | 2006–2008                               |          |
| James Maritato / Guido Maritato   | James Maritato     | 2002, 2009                              |          |
| James Gibson                      | James Gibson       | 2005                                    |          |
| Jerry Lynn                        | Jeremy Lynn        | 2002, 2004, 2008–2010                   |          |
| Jigsaw                            | Unknown            | 2007–2008                               |          |
| Jimmy Rave                        | James Guffey       | 2003–2007, 2009                         |          |
| Jimmy Yang                        | James Yun          | 2005–2006                               |          |
| Jody Fleisch                      | Jerome Fleisch     | 2002–2003, 2006                         |          |
| Joel Maximo                       | Kelvin Ramirez     | 2002–2004                               |          |
| Joey Matthews                     | Adam Birch         | 2002–2004, 2008                         |          |
| Joey Ryan                         | Joseph Meehan      | 2009-2010                               |          |
| Johnny Kashmere                   | Johnny Kashmire    | 2002–2004                               |          |
| John Walters                      | John Stagikas      | 2003–2005, 2006                         |          |
| Jon Davis                         | Jonathan Davis     | 2009-2010                               |          |
| Jose Maximo                       | Julio Ramirez      | 2002–2004                               |          |
| Josh Daniels                      | Josh Daniels       | 2003–2004                               |          |
| Julius Smokes                     | Unknown            | 2002–2008                               |          |
| Justin Credible                   | Peter Polaco       | 2003–2004                               |          |
| Kenny Omega                       | Tyson Smith        | 2008–2010                               |          |
| Kevin Steen                       | Kevin Steen        | 2005, 2007–2010, 2011                   |          |
| Killer Kruel                      | Michael Mayo       | 2005                                    |          |
| Kory Chavis / Rainman             | Kory Chavis        | 2004, 2009-2010                         |          |
| Larry Sweeney                     | Alex Whybrow       | 2006–2009                               |          |
| Low Ki                            | Brandon Silvestry  | 2002–2006                               |          |
| Marcos                            | Kirby Marcos       | 2002–2006                               |          |
| Mace                              | Unknown            | 2002–2004                               |          |
| Masada                            | Unknown            | 2002–2004                               |          |
| Matt Cross                        | Matthew Capiccioni | 2006–2008, 2009                         |          |
| Matt Stryker                      | Brian Woermann     | 2003–2005                               |          |
| Matt Sydal                        | Matthew Korklan    | 2004–2007                               |          |
| Michael Shane                     | Matt Bentley       | 2002–2003                               |          |
| Mick Foley                        | Mick Foley         | 2004–2005                               |          |
| Mike Tobin                        | Mike Tobin         | 2002                                    |          |
| Mikey Whipwreck                   | James Watson       | 2002–2003                               |          |
| Monsta Mack                       | Steve Mack         | 2002–2003                               |          |
| Naomichi Marufuji                 | Naomichi Marufuji  | 2005, 2006, 2007, 2008                  |          |
| Necro Butcher                     | Dylan Summers      | 2006–2010                               |          |
| Oman Tortunga                     | Unknown            | 2003–2005                               |          |
| Paul London                       | Paul London        | 2002–2003                               |          |
| Player Dos                        | Marc Dionne        | 2009, 2010                              |          |
| Player Uno                        | Nicolas Dansereau  | 2009, 2010                              |          |
| Quiet Storm                       | Unknown            | 2002–2003                               |          |
| Rasche Brown                      | Rasche Brown       | 2009–2010                               |          |
| Raven                             | Scott Levy         | 2003                                    |          |
| Rhino                             | Terry Gerin        | 2011                                    |          |
| Ric Flair                         | Richard Fliehr     | 2009                                    |          |
| Ricky Reyes                       | Ricky Reyes        | 2004–2007, 2009, 2010                   |          |
| Ricky Steamboat                   | Richard Blood      | 2004                                    |          |
| Rocky Romero                      | John Rivera        | 2004–2005, 2007–2008, 2009, 2010        |          |
| Ruckus                            | Claude Marrow      | 2007–2008                               |          |
| Rudy Boy Gonzalez                 | Unknown            | 2002–2003                               |          |
| Samoa Joe                         | Nuufolau Seanoa    | 2002–2007, 2008                         |          |
| Scoot Andrews                     | Andrew Warner      | 2002                                    |          |
| Shingo Takagi / Shingo            | Shingo Takagi      | 2005, 2006–2007, 2008                   |          |
| Slim J                            | Unknown            | 2003                                    |          |
| Slugger                           | Unknown            | 2002–2003                               |          |
| Slyck Wagner Brown                | Wagner Brown       | 2003                                    |          |
| Sonjay Dutt                       | Retesh Bhalla      | 2003–2004, 2006, 2009                   |          |
| Spanky / Brian Kendrick           | Brian Kendrick     | 2002, 2004, 2005, 2010                  |          |
| Takeshi Morishima                 | Takeshi Morishima  | 2007, 2008                              |          |
| Tank Toland                       | John Toland        | 2007–2008, 2009                         |          |
| Teddy Hart                        | Theodore Annis     | 2003–2004, 2009                         |          |
| Trent Acid                        | Michael Verde      | 2002–2004                               |          |
| Tony DeVito                       | Tony DeVito        | 2002–2005                               |          |
| Tony Mamaluke                     | Charles Spencer    | 2002–2003, 2005–2006                    |          |
| Tyler Black                       | Colby Lopez        | 2007–2010                               |          |
| Vordell Walker                    | Vordell Walker     | 2005                                    |          |
| Xavier                            | John Jirus         | 2002–2004, 2006                         |          |
| Zach Gowen                        | Zach Gowen         | 2006, 2008, 2010                        |          |

### Lutadoras femininas
| Nome no ringue(s)               | Nome de nascimento | Época(s)                           | Época(s) |
| ------------------------------- | ------------------ | ---------------------------------- | -------- |
| Alexis Laree                    | Mickie James       | 2002–2005                          |          |
| Allison Danger                  | Cathy Corino       | 2002–2007, 2008                    |          |
| Allison Wonderland              | Allison Plunkett   | 2007–2008                          |          |
| April Hunter                    | April Hunter       | 2003                               |          |
| Ariel                           | Ana Rocha          | 2003, 2008                         |          |
| Daizee Haze                     | Unknown            | 2004–2011                          |          |
| Jade Chung                      | Jade Chung         | 2005                               |          |
| Lacey                           | Larissa Vados      | 2004–2008                          |          |
| Lady JoJo                       | Josette Bynum      | 2010                               |          |
| Lucy                            | Shannon Spruill    | 2003                               |          |
| Mercedes Martinez               | Jazmin Benitiz     | 2005, 2006, 2007–2008              |          |
| MsChif                          | Rachel Collins     | 2006, 2007, 2008, 2009, 2010, 2011 |          |
| Becky Bayless / Rebecca Bayless | Rebecca Treston    | 2002–2005, 2007–2008               |          |
| Sara Del Rey                    | Sara Amato         | 2006–2011                          |          |
| Simply Luscious                 | Veronica Stevens   | 2002–2003                          |          |
| Sumie Sakai                     | Sumie Sakai        | 2003–2004, 2005                    |          |
| Taeler Hendrix                  | Taeler Conrad      | 2010                               |          |
| Traci Brooks                    | Tracy Brookshaw    | 2003–2005                          |          |
| Trinity                         | Stephanie Finochio | 2003                               |          |

### Participações especiais
| Nome(s) no ringue            | Nome de nascimento      | Época(s)               | Época(s) |
| ---------------------------- | ----------------------- | ---------------------- | -------- |
| Abdullah the Butcher         | Larry Shreve            | 2002                   |          |
| Alex Koslov                  | Alex Koslov             | 2009, 2010             |          |
| Arashi                       | Isao Takagi             | 2003                   |          |
| Atsushi Aoki                 | Atsushi Aoki            | 2007                   |          |
| Baron Von Raschke            | James Raschke           | 2004                   |          |
| Bill Watts                   | Bill Watts              | 2005                   |          |
| Black Tiger IV               | John Rivera             | 2005                   |          |
| Blue Demon, Jr.              | Unknown                 | 2009, 2010             |          |
| Bret Hart                    | Bret Hart               | 2009                   |          |
| Bobby Eaton                  | Robert Eaton            | 2004                   |          |
| Bobby Heenan                 | Raymond Heenan          | 2004, 2005             |          |
| Bruno Sammartino             | Bruno Sammartino        | 2006, 2007             |          |
| Bushwhacker Luke             | Brian Wickens           | 2007, 2008, 2009       |          |
| BxB Hulk                     | Terumasa Ishihara       | 2008                   |          |
| Cassandro el Exotico         | Saul Armendariz         | 2010                   |          |
| CIMA                         | Nobuhiko Oshima         | 2005, 2006, 2007, 2008 |          |
| Christian Cage               | William Reso            | 2006                   |          |
| Curry Man                    | Daniel Covell           | 2005                   |          |
| Dennis Condrey               | Dennis Condrey          | 2004                   |          |
| Dragon Kid                   | Nobuyoshi Nakamura      | 2006, 2007, 2008       |          |
| Dusty Rhodes                 | Virgle Runnels, Jr.     | 2004                   |          |
| Eddy Guerrero                | Eduardo Guerrero        | 2002                   |          |
| Genki Horiguchi              | Genki Horiguchi         | 2006, 2007, 2008       |          |
| The Great Muta               | Keiji Mutoh             | 2003                   |          |
| Harley Race                  | Harley Race             | 2007                   |          |
| Honky Tonk Man               | Wayne Farris            | 2008                   |          |
| Incognito                    | Jorge Arias             | 2009                   |          |
| Jeff Hardy                   | Jeff Hardy              | 2003                   |          |
| JJ Dillon                    | James J. Dillon         | 2006                   |          |
| Joe Higuchi                  | Joe Higuchi             | 2007                   |          |
| JT Smith                     | John T. Smith           | 2002                   |          |
| Jushin Liger                 | Keiichi Yamada          | 2004, 2010             |          |
| Katsuhiko Nakajima           | Katsuhiko Nakajima      | 2008                   |          |
| Kaz Hayashi                  | Kazuhiro Hayashi        | 2003                   |          |
| Ken Shamrock                 | Ken Shamrock            | 2002                   |          |
| Kensuke Sasaki               | Kensuke Sasaki          | 2008                   |          |
| Kenta Kobashi                | Kenta Kobashi           | 2005                   |          |
| Kikutaro / Ebessan / Ebetaro | Mitsunobu Kikuzawa      | 2005, 2006             |          |
| Konnan                       | Charles Ashenoff        | 2002, 2003, 2006       |          |
| Kota Ibushi                  | Kota Ibushi             | 2008                   |          |
| Kotaro Suzuki                | Kotaro Suzuki           | 2007, 2008             |          |
| Lance Storm                  | Lance Evers             | 2005, 2006, 2008, 2009 |          |
| Larry Zbyszko                | Lawrence Whistler       | 2010                   |          |
| Les Thatcher                 | Leslie Malady           | 2004                   |          |
| Magno                        | Unknown                 | 2009, 2010             |          |
| Masaaki Mochizuki            | Masaaki Mochizuki       | 2006, 2007, 2008       |          |
| Masato Tanaka                | Masato Tanaka           | 2002                   |          |
| Masato Yoshino               | Masato Yoshino          | 2006, 2007, 2008       |          |
| Matt Hardy                   | Matt Hardy              | 2005                   |          |
| Mike Quackenbush             | Michael Spillane        | 2007, 2008, 2009       |          |
| Misterioso                   | Roberto Castillo        | 2010                   |          |
| Mitsuharu Misawa             | Mitsuharu Misawa        | 2007                   |          |
| Naruki Doi                   | Naruki Doi              | 2006, 2007, 2008       |          |
| PAC                          | Ben Satterly            | 2007                   |          |
| Percy Pringle                | William Moody           | 2005                   |          |
| Ricky Marvin                 | Ricardo Fuentes Romero  | 2007                   |          |
| Robbie Brookside             | Robert Brooks           | 2006                   |          |
| Ryo Saito                    | Ryo Saito               | 2006, 2007, 2008       |          |
| Satoshi Kojima               | Satoshi Kojima          | 2003                   |          |
| Scotty 2 Hotty               | Scott Garland           | 2010                   |          |
| Shane Douglas                | Troy Martin             | 2005                   |          |
| Shinjiro Otani               | Shinjiro Otani          | 2002                   |          |
| Stan Lane                    | Wallace Lane            | 2004                   |          |
| Super Crazy                  | Francisco Pantoja Islas | 2002                   |          |
| Super Parka                  | Ramón Banda             | 2010                   |          |
| Susumu Yokosuka              | Susumu Mochizuki        | 2007                   |          |
| SUWA                         | Takahiro Suwa           | 2006                   |          |
| Takao Omori                  | Takao Omori             | 2002                   |          |
| Tammy Sytch                  | Tammy Sytch             | 2007, 2008, 2010       |          |
| Terry Funk                   | Terrence Funk           | 2003                   |          |
| Tomaoki Honma                | Tomaoki Honma           | 2003                   |          |
| Tommy Dreamer                | Thomas Laughlin         | 2002, 2003             |          |
| YAMATO                       | Masato Onodera          | 2007, 2008             |          |

### Shimmer Women Athletes
| Nome(s) no ringue   | Nome de nascimento | Época(s)         | Época(s) |
| ------------------- | ------------------ | ---------------- | -------- |
| Alexa Thatcher      | Alexa Thatcher     | 2007, 2008       |          |
| Amazing Kong        | Kia Stevens        | 2007, 2010       |          |
| Ashley Lane         | Ashley Simmons     | 2008             |          |
| Ayumi Kurihara      | Ayumi Kurihara     | 2011             |          |
| Cheerleader Melissa | Melissa Anderson   | 2006             |          |
| Cindy Rogers        | Cindy Rogers       | 2005             |          |
| Eden Black          | Sarah Ardley       | 2007             |          |
| Hiroyo Matsumoto    | Hiroyo Matsumoto   | 2011             |          |
| Jennifer Blake      | Jennifer Blake     | 2008             |          |
| Jessie McKay        | Jessie McKay       | 2008             |          |
| Jamilia Craft       | Unknown            | 2010             |          |
| Jetta               | Vicky Hughes       | 2007             |          |
| Madison Eagles      | Alexandra Ryan     | 2008             |          |
| Nevaeh              | Unknown            | 2009             |          |
| Nicole Matthews     | Nicole Matthews    | 2009             |          |
| Nikki Roxx          | Nicole Raczynski   | 2006, 2007, 2009 |          |
| Portia Perez        | Jenna Grattan      | 2007             |          |
| Rachel Summerlyn    | Rachel Summerlyn   | 2010             |          |
| Rain                | Bonnie Maxon       | 2006, 2007, 2008 |          |
| Sassy Stephie       | Unknown            | 2008, 2009       |          |
| Serena Deeb         | Serena Deeb        | 2007, 2008       |          |
| Shantelle Taylor    | Shantelle Malawski | 2006             |          |
| Tiana Ringer        | Tiana Ringer       | 2006             |          |
| Tomoka Nakagawa     | Tomoka Nakagawa    | 2011             |          |

### Do or Die
| Nome(s) no ringue                                                                         | Nome de nascimento  | Época(s)                     | Época(s) |
| ----------------------------------------------------------------------------------------- | ------------------- | ---------------------------- | -------- |
| Amasis                                                                                    | Desconhecido        | 2008                         |          |
| Andy Anderson                                                                             | Desconhecido        | 2003                         |          |
| Antonio Banks                                                                             | Hassan Assad        | 2005                         |          |
| Arik Cannon                                                                               | Desconhecido        | 2005                         |          |
| B-Boy                                                                                     | Benjamin Cuntapay   | 2005                         |          |
| Benjamin Sailor                                                                           | Desconhecido        | 2008, 2009                   |          |
| Bobby Fish                                                                                | Desconhecido        | 2007, 2008                   |          |
| Brad Bradley                                                                              | Brad Bradley        | 2004                         |          |
| Brian Gamble                                                                              | Brian Gamble        | 2004                         |          |
| Chance Beckett                                                                            | Desconhecido        | 2005                         |          |
| Chris Banks                                                                               | Kristopher Pavone   | 2006                         |          |
| Cody Hawk                                                                                 | Desconhecido        | 2004                         |          |
| Conrad Kennedy III                                                                        | Desconhecido        | 2006                         |          |
| Dan Lawrence                                                                              | Desconhecido        |                              |          |
| Dan Paysan                                                                                | Luciano Luprano     | 2008                         |          |
| Danny Doring                                                                              | Dan Morrison        | 2003                         |          |
| Dash Phoenix                                                                              | Desconhecido        | 2008                         |          |
| Dick Togo                                                                                 | Shigeki Sato        | 2002                         |          |
| Dingo                                                                                     | Desconhecido        | 2007, 2008                   |          |
| Egotistico Fantastico                                                                     | Robert Anthony      | 2008, 2009                   |          |
| Towel Boy                                                                                 | Eric Tuttle         | 2002                         |          |
| Excalibur                                                                                 | Marc Letzman        | 2004                         |          |
| EZ Money                                                                                  | Desconhecido        | 2003                         |          |
| Flash Flanagan                                                                            | Christopher Kindred | 2004                         |          |
| Frankie Kazarian                                                                          | Frank Gerdelman     | 2003                         |          |
| Gran Akuma                                                                                | Unknown             | 2007                         |          |
| The Great Kazushi                                                                         | Kazushi Miyamoto    | 2004                         |          |
| Green Phantom                                                                             | Desconhecido        | 2007                         |          |
| Hallowicked                                                                               | Unknown             | 2007, 2008                   |          |
| Hunter Matthews                                                                           | Unknown             | 2008                         |          |
| Iceberg                                                                                   | Unknown             | 2003                         |          |
| Ikaika Loa                                                                                | Unknown             | 2002                         |          |
| Ikuto Hidaka                                                                              | Ikuto Hidaka        | 2002                         |          |
| Jaguar Jackson                                                                            | Unknown             | 2008                         |          |
| Japanese Pool Boy                                                                         | Unknown             | 2002                         |          |
| Jared Steele                                                                              | Unknown             | 2004                         |          |
| Jason Cross                                                                               | Unknown             | 2003                         |          |
| Jeff Starr                                                                                | Unknown             | 2002                         |          |
| Jeremy Lopez                                                                              | Jeremy Lopez        | 2002                         |          |
| Jerrelle Clark                                                                            | Vincent Clark       | 2006                         |          |
| Jimmy Jack Cash                                                                           | Unknown             | 2003                         |          |
| Johnny Gargano                                                                            | John Gargano        | 2008                         |          |
| Johnny Goodtime                                                                           | Kevin Martenson     | 2010                         |          |
| Jonny Storm                                                                               | Jonathan Whitcombe  | 2002, 2003, 2006             |          |
| Joshua Masters                                                                            | Joshua Watson       | 2004                         |          |
| JT Stahr                                                                                  | Unknown             |                              |          |
| Karl Anderson                                                                             | Chad Allegra        | 2007                         |          |
| Kid Mikaze                                                                                | Unknown             | 2005, 2006                   |          |
| Kliff Hanger                                                                              | Ronrico Lewis       | 2009, 2010                   |          |
| Krazy K                                                                                   | Kirby Mack          | 2003                         |          |
| The Masked Chicago Superstar The Masked New York Superstar The Masked Wisconsin Superstar | Matt Knowles        | 2002                         |          |
| Matt Striker                                                                              | Matthew Kaye        | 2005                         |          |
| Michael Modest                                                                            | Michael Cariglio    | 2002                         |          |
| Mike Foxx                                                                                 | Unknown             | 2004                         |          |
| Mike Sydal                                                                                | Michael Korklan     | 2009-2011                    |          |
| Milano Collection AT                                                                      | Akihito Terui       | 2005                         |          |
| Nate Bash                                                                                 | Unknown             | 2008, 2009                   |          |
| Nick Gage                                                                                 | Nick Wilson         | 2003                         |          |
| NOSAWA                                                                                    | Kazushige Nosawa    | 2005                         |          |
| Ophidian                                                                                  | Unknown             | 2008                         |          |
| Oz                                                                                        | Unknown             | 2002                         |          |
| Paul E. Normous                                                                           | Unknown             | 2002                         |          |
| Persephone                                                                                | Unknown             |                              |          |
| Qenaan Creed                                                                              | Unknown             |                              |          |
| Rex Sterling                                                                              | Unknown             | 2006                         |          |
| Sami Callihan                                                                             | Samuel Johnston     | 2008-2009                    |          |
| Scorpio Sky                                                                               | Schuyler Andrews    | 2010                         |          |
| Scott Lost                                                                                | Scott Epperson      | 2010                         |          |
| Seth Delay                                                                                | Unknown             | 2006                         |          |
| Seth Skyfire                                                                              | Steven Adkins       | 2007                         |          |
| Shaggy 2 Dope                                                                             | Joseph Utsler       | 2002                         |          |
| Shane Hollister                                                                           | Unknown             | 2008                         |          |
| Shockwave                                                                                 | Unknown             | 2002                         |          |
| Sonny Siaki                                                                               | Sonny Siaki         | 2002                         |          |
| Spud                                                                                      | James Curtin        | 2006                         |          |
| Sterling James Keenan                                                                     | Matt Polinsky       | 2003, 2005, 2006, 2007, 2009 |          |
| Super Dragon                                                                              | Daniel Lyon         | 2004                         |          |
| Tim Donst                                                                                 | Tim Donst           | 2009                         |          |
| TJ Dalton                                                                                 | Trevor Verney       | 2004                         |          |
| TJ Wilson                                                                                 | Theodore Wilson     | 2003                         |          |
| Todd Sexton                                                                               | Unknown             | 2004                         |          |
| Tom Carter                                                                                | Tom Carter          | 2003                         |          |
| Trik Davis                                                                                | Unknown             | 2006, 2007, 2008             |          |
| Tweek Phoenix                                                                             | Unknown             | 2008                         |          |
| Vin Gerard                                                                                | Vincent Durling     | 2007, 2008                   |          |
| Violent J                                                                                 | Joseph Bruce        | 2002                         |          |

### Stables e tag teams
| Tag team/Stable(s)            | Membros | Época(s)        |
| ----------------------------- | --- | --------------- |
| The Age of the Fall           | Jimmy Jacobs, Tyler Black, Necro Butcher, Joey Matthews, Zach Gowen, Delirious, Brodie Lee, Lacey, Rain, MsChif & Allison Wonderland                                                    | 2007–2009       |
| The Backseat Boyz             | Trent Acid & Johnny Kashmere | 2002–2004       |
| The Boogie Knights            | Danny Drake & Mike Tobin | 2002            |
| The Carnage Crew              | HC Loc, Tony DeVito, Masada & Justin Credible | 2002–2005       |
| Christopher Street Connection | Buff E, Mace, Japanese Pool Boy, Allison Danger & Ariel | 2002–2005       |
| Combat Zone Wrestling         | John Zandig, Chris Hero, Claudio Castagnoli, Eddie Kingston, Nate Webb, Necro Butcher, Super Dragon                                                                                     | 2006            |
| Da Hit Squad                  | Mafia & Monsta Mac | 2002–2003       |
| Divine Storm                  | Chris Divine & Quiet Storm | 2002–2003       |
| Generation Next               | Alex Shelley, Austin Aries, Roderick Strong, Jack Evans & Matt Sydal | 2004–2006       |
| The Group                     | Steve Corino, Samoa Joe, C.W. Anderson, Michael Shane, Guillotine LeGrande & Simply Luscious                                                                                            | 2003            |
| The Hangmen 3                 | Adam Pearce, Brent Albright, BJ Whitmer & Shane Hagadorn | 2007–2008       |
| The Havana Pitbulls           | Ricky Reyes & Rocky Romero | 2004–2005, 2007 |
| Irish Airborne                | Jake & Dave Crist | 2006–2008       |
| Kings of Wrestling            | Chris Hero, Claudio Castagnoli, Shane Hagadorn & Sara Del Rey | 2009-2011       |
| Lacey's Angels                | Lacey, Izzy, Deranged, Cheech, Cloudy, BJ Whitmer & Jimmy Jacobs | 2005–2006       |
| Natural Born Sinners          | Homicide & Boogaloo | 2002            |
| New & Improved Carnage Crew   | Masada & Danny Daniels | 2004            |
| No Remorse Corps              | Roderick Strong, Davey Richards & Rocky Romero | 2007–2008       |
| The Outcast Killaz            | Diablo Santiago & Oman Tortuga | 2003–2005       |
| The Prophecy                  | Christopher Daniels, Donovan Morgan, Xavier, Mark Briscoe, Dan Maff, BJ Whitmer, Simply Luscious & Allison Danger                                                                       | 2002–2004       |
| The Purists                   | John Walters & Tony Mamaluke | 2003            |
| The Resilience                | Austin Aries, Matt Cross & Erick Stevens | 2007            |
| Ring Crew Express             | Dunn & Marcos | 2002–2006       |
| The Rottweilers               | Homicide, Benny Blanco, Bison, Grim Reefer, Slugger, Ricky Reyes, Rocky Romero, Low Ki & Julius Smokes                                                                                  | 2003, 2004–2007 |
| The S.A.T.                    | Jose & Joel Maximo | 2002–2004       |
| Second City Saints            | CM Punk, Colt Cabana, Ace Steel, Lucy & Traci Brooks | 2003–2006       |
| Special K                     | Izzy, Dixie, Brian XL, Deranged, Angel Dust, Hydro, Jody Fleisch, Joey Matthews, Slim J, Mikey Whipwreck, Mellow, Cheech, Cloudy, Slugger, Abyss, Becky Bayless & Lacey                 | 2002–2005       |
| The Super Smash Bros.         | Player Dos & Player Uno | 2009, 2010      |
| Sweet n' Sour Inc.            | Larry Sweeney, Chris Hero, Tank Toland, Sara Del Rey, Matt Sydal, Daniel Puder, Adam Pearce, Brent Albright, Eddie Edwards, Davey Richards, Go Shiozaki, Bobby Dempsey & Shane Hagadorn | 2007–2009       |
| The Vulture Squad             | Jack Evans, Ruckus, Jigsaw, Julius Smokes & Mercedes Martinez | 2007–2008       |
| The YRR                       | Kenny King, Chasyn Rance, Jason Blade & Sal Rinauro | 2007–2009       |

### Comentaristas
| Nome(s) no ringue         | Nome de nascimento      | Papel                                     | Época(s)  |
| ------------------------- | ----------------------- | ----------------------------------------- | --------- |
| Chris Nelson              | Christopher Tipton      | Comentarista assistente                   | 2003–2004 |
| CM Punk                   | Phillip Brooks          | Comentarista assistente                   | 2003–2005 |
| Donnie B                  | Don Bucci               | Narrador                                  | 2002      |
| Eric Gargiulo             | Eric Gargiulo           | Narrador                                  | 2002      |
| Jimmy Bower / Chris Lovey | Gabe Sapolsky           | Booker, narrador                          | 2002–2008 |
| Gary Michael Cappetta     | Gary Michael Cappetta   | Entrevistador de backstages               | 2002–2006 |
| Jared David               | Jared David St. Laurent | Narrador                                  | 2006      |
| Jeff Gorman               | Jeff Gorman             | Narrador, anunciador de ringue            | 2002–2004 |
| Lenny Leonard             | Lenny Thomas            | Comentarista assistente                   | 2005–2009 |
| Mark Nulty                | Mark Nulty              | Narrador                                  | 2002–2005 |
| Mike Hogewood             | Michael Hogewood        | Narrador                                  | 2009–2011 |
| Ray Murrow                | Doug Gentry             | Dono, Camera Man, Comentarista assistente | 2002–2004 |
| Rebecca Bayless           | Rebecca Treston         | Entrevistadora                            | 2007–2008 |
| Steve Corino              | Steve Corino            | Comentarista assistente                   | 2002      |
| Stephen DeAngelis         | Stephen DeAngelis       | Anunciador de ringue                      | 2002–2003 |
| Sugar Sean Price          | Sean Price              | Entrevistador de backstages               | 2004–2005 |